# Військовий товмач
Військо́вий товма́ч (кошовий товмач) — у Запорізькій Січі 16-18 ст. службова особа, яка виконувала обов'язки військового перекладача.
Повинен був знати кілька мов народів, з якими мали стосунки запорізькі козаки.
Візував документи чужоземців, які проїжджали через Запоріжжя, виступав посередником між ними і Кошем.
Зачитував і перекладав зміст дипломатичної кореспонденції, яка прибувала на Січ.
Військового товмача нерідко відряджали як людину, яка знала іноземні мови, у розвідку до ворожого табору.